# Liebsthal
Liebsthal ist ein Ortsteil der Ortsgemeinde Quirnbach/Pfalz im Landkreis Kusel in Rheinland-Pfalz. Bis 1975 war er eine selbständige Gemeinde.

## Geographie
Liebsthal liegt im Nordpfälzer Bergland im nordwestlichen Gemeindegebiet. Am südlichen Rand des Siedlungsgebiets fließt in West-Ost-Richtung der Wehrbach entlang.

## Geschichte
Die erstmalige Erwähnung des Ortes fand 1349 als Lybestatt statt.
Von 1798 bis 1814, als die Pfalz Teil der Französischen Republik (bis 1804) und anschließend Teil des Napoleonischen Kaiserreichs war, war Liebsthal in den Kanton Kusel eingegliedert. 1815 wurde der Ort Österreich zugeschlagen. Bereits ein Jahr später wechselte die Gemeinde in das Königreich Bayern. Von 1818 bis 1862 war der Ort Bestandteil des Landkommissariat Kusel, das anschließend in ein Bezirksamt umgewandelt wurde. 
1939 wurde der Ort in den Landkreis Kusel eingegliedert. Nach dem Zweiten Weltkrieg wurde Liebsthal innerhalb der französischen Besatzungszone Teil des damals neu gebildeten Landes Rheinland-Pfalz. Im Zuge der ersten rheinland-pfälzischen Verwaltungsreform wurde Liebsthal 1972 in die neu geschaffene Verbandsgemeinde Glan-Münchweiler eingegliedert. Am 9. März 1975 folgte schließlich die Eingemeindung in das benachbarte Quirnbach.

## Kultur
Mit einer Hofanlage in der Siedlungsstraße existiert vor Ort insgesamt ein Objekt, das unter Denkmalschutz steht. Zudem befand sich vor Ort einst die Burg Liebsthal.

## Infrastruktur
Durch Liebsthal verläuft die Landesstraße 352, die den Ort unter anderem mit Frohnhofen, Krottelbach und Quirnbach verbindet. Rund anderthalb Kilometer nordöstlich des Siedlungsgebiets verläuft die Bundesautobahn 62. Der Ort ist außerdem über die Buslinie 282 an das Netz des öffentlichen Nahverkehrs angeschlossen.